# 安妮·C·斯通
安妮·C·斯通（英語：Anne C. Stone）是一位美国遗传人类学家，亞利桑那州立大學教授，毕业于弗吉尼亚大学和宾夕法尼亚州立大学，导师马克·斯托金，美國科學促進會会士和美国国家科学院院士，研究方向为人类和类人猿如何适应环境，包括疾病和饮食环境。